# نقد أدبي ماركسي
النقد الأدبي الماركسي هو مصطلح فضفاض يصف النقد الأدبي القائم على أساس النظريات الاشتراكية والجدلية. يرى النقد الماركسي أن الأعمال الأدبية هي انعكاسات للمؤسسات الاجتماعية التي نشأت منها. اعتنق النقاد المركسيين مذهب «الماركسية الفاحشة» (أو الماركسية التقليدية) في الفترة التي تُصنف زمنيًا بأنها فترة النقد الأدبي الماركسي المبكرة. وفي ظل هذا الإطار الفكري عن بنية المجتمعات، تُعد النصوص الأدبية سجلات لبنية المجتمع الفوقية القائمة على الأساس الاقتصادي لمجتمع معين. إذًا فالنصوص الأدبية ما هي إلا انعكاس للأساس الاقتصادي عوضًا عن «المؤسسات الاجتماعية التي نشأت منها» بالنسبة لجميع المؤسسات، أو بعبارة أدق، تتحدد العلاقات البشرية الاجتماعية في آخر مراحل التحليل بواسطة الأساس الاقتصادي. طبقًا للماركسيين، الأدب ذاته من أحد المؤسسات الاجتماعية وله وظيفة أيديولوجية مُحددة بناءً على خلفية المؤلف وأيديولوجيته. عرّف الناقد الأدبي الإنجليزي والمنظر الثقافي تيري إيغلتون النقد الماركسي بالكيفية الآتية:
«لا ينحصر تعريف النقد الماركسي في كونه «علم الاجتماع الأدبي» المهتم بكيفية نشر الروايات ومدى ذكرها للطبقة العاملة. فهو يهدف إلى تفسير العمل الأدبي بتمعن أكبر، أي الانتباه بصفة خاصة للأشكال الأدبية والأساليب والمعاني. وعلاوة على ذلك، يهتم النقد الماركسي بفهم تلك الأشكال والأساليب والمعاني باعتبارها ناتجة عن تاريخ معين.»
من أبسط أهداف النقد الأدبي الماركسي تحليل النزعة السياسية للأعمال الأدبية، وتحديد ما إذا كان محتواها الاجتماعي أو شكلها الأدبي يناصر «التقدمية» أم لا. تشمل أهداف النقد الماركسي أيضًا تحليل البنى الطبقية المُوضحة في العمل الأدبي، وتحليل طريقة سرد كفاح الطبقات في النصوص الأدبية: أي هل يساعد النص الأدبي على استدامة أيديولوجية الطبقة الحاكمة؟ أم أنه يحاول تخريب تلك الأيديولوجية مثل رواية أخبار من لا مكان من تأليف ويليام موريس؟ أم أنه يساهم في استدامة تلك الأيديولوجية وتخريبها في ذات الوقت مثل رواية تشارلز ديكنز «أوقات عصيبة» التي تمثل تلك الازدواجية في أنها تنتقد الرأسمالية نقدًا لاذعًا وتسعى في ذات الوقت إلى ديمومة المجتمع الطبقي.

## الأيديولوجيات
ظهر النقد الأدبي الماركسي من خلال نظريات كفاح الطبقات والسياسة والاقتصاد. والفكرة الكامنة وراء النقد الماركسي هي أن الأعمال الأدبية ما هي إلا نتائج التاريخ التي يمكن تحليلها عن طريق النظر في الظروف الاجتماعية والمادية التي نشأت فيها. يرى ماركس في كتابه رأس المال أن «نمط إنتاج الحياة المادية هو الذي يحدد عملية الحياة الاجتماعية والسياسية والفكرية إجمالًا. إذ أن وعي الناس ليس هو ما يحدد طبيعة وجودهم، بل إن طبيعة وجودهم الاجتماعية هي التي تحدد وعيهم». أو بعبارة أبسط، الظرف الاجتماعي الذي يعيشه المؤلف هو الذي يحدد طبائع الشخصيات الذي يطورها المؤلف، وأفكارهم السياسية، والأقوال الاقتصادية المعروضة في النص الأدبي.

## تطور النقد الماركسي
رغم أن كارل ماركس وفريدريك إنغلز طورا أفكار الاشتراكية في منتصف القرن التاسع عشر، لم تُنظم نظرية الأدب الماركسي حتى عشرينيات القرن العشرين. ظهر الدافع وراء ذلك بعد ثورة البلاشفة في روسيا عام 1917. أفضى هذا الحدث إلى تغير المعتقدات عن المثاليات الاشتراكية في الحكومة والمجتمع. طُورت تلك المثاليات في ذات الوقت الذي اُعتبرت فيه الواقعية الاشتراكية أسمى أشكال الأدب من منظور الحركة الفنية التي صورت وظمت كفاح البروليتاريا وسعيها نحو التقدم. وفي السنوات التالية، تغيرت معتقدات بعض المذاهب الماركسية بشأن النظرية الأدبية للاعتراف بكون العمل الفني ناتجًا عن كلٍ من الوحي الذاتي للمؤلف والتأثير الموضوعي للبيئة المحيطة بالمؤلف. يعتمد هذا النظام العقائدي على الطبقات الاجتماعية إلى جانب تطور المجتمع من ناحية اقتصادية وسياسية. وبذلك تشابكت نظريات ماركس مع الأيديولوجيات الناشئة من الحركة الروسية الجديدة وانتشرت في جميع أرجاء العالم.

## الكتاب المتأثرين بالنقد الماركسي
إلى جانب دور الماركسية الحيوي في توجيه معظم الأعمال الأدبية في روسيا السوفيتية، أثرت الماركسية أيضًا على العديد من الكتاب الغربيين مثل: ريتشارد وايت، وكلود مكاي، وجان بول سارتر، وسيمون دي بوافوار، وبرتولت بريشت الذين تأثروا تأثيرًا عميقًا بالنظريات الماركسية والاشتراكية المعاصرة لهم، كما هو واضح في كتاباتهم.